# Даргун
Даргун (нім. Dargun) — місто в Німеччині, розташоване в землі Мекленбург-Передня Померанія. Входить до складу району Мекленбургіше-Зенплатте.
Площа — 117,15 км2. Населення становить 4331 ос. (станом на 31 грудня 2020).